# Crucifix de Rappala du Maestro del crocifisso Corsi
Le Crucifix de Rappala du Maestro del crocifisso Corsi   est un crucifix peint a tempera et or sur panneau de bois, réalisé au Trecento, attribué  au Florentin anonyme Maestro del crocifisso Corsi et  exposé à l'église Santi Quirico e Giulitta à Ruballa, frazione  de Bagno a Ripoli.

## Description
Le crucifix peint est conforme aux représentations monumentales du Christ en croix de l'époque post-giottesque, à savoir le Christ mort sur la croix en position dolens (souffrant) : 
- le corps tombant,
- le ventre proéminent débordant sur le haut du périzonium,
- la tête aux yeux clos penchée touchant l'épaule,
- les côtes saillantes,
- les plaies sanguinolentes,
- les pieds superposés.

Plusieurs scènes accompagnent le Christ en croix :
- Le panneau à fond doré des flancs du Christ affiche deux médaillons  des figures saintes, l'une à gauche portant la robe monacale, et l'autre à droite, un habit sacerdotal.

Les extrémités rectangulaires comportent plusieurs figures :
- Tabellone du haut : L'Allégorie du pélican se sacrifiant pour ses enfants ;
- Titulus à fond rouge rouge aux inscription INRI effacées
- Tabellone de gauche : La vierge priant en buste
- Tabellone de droite : Saint Jean souriant les mains en croix.
- Soppedaneo de forme inhabituelle trapézoïdale au pied de la croix : trois personnages (probablement les Trois Marie).

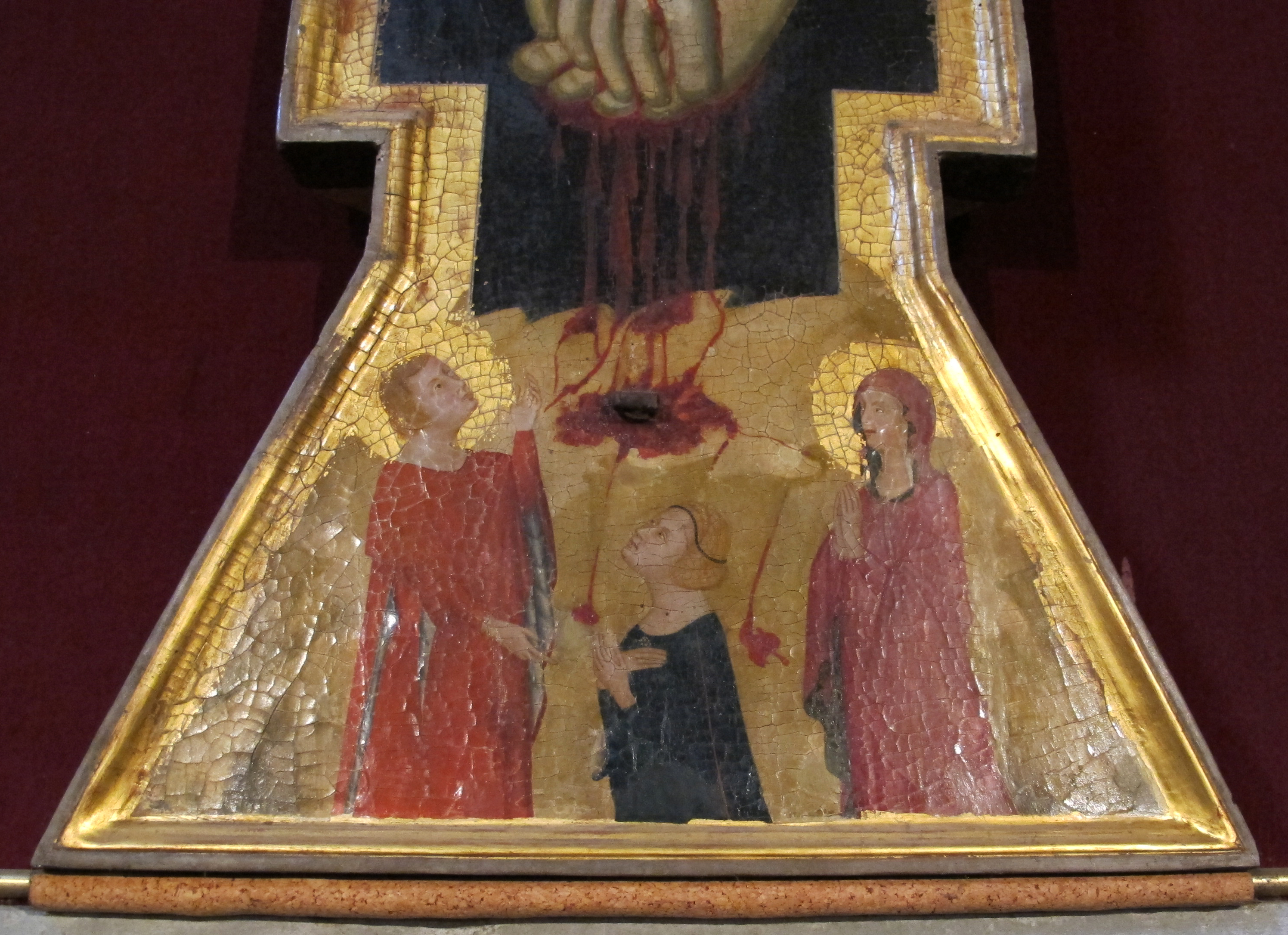
Format trapézoïdal au pied de la croix.